# Jason Rogers
Jason Rogers (ur. 31 sierpnia 1991) – reprezentujący Saint Kitts i Nevis lekkoatleta specjalizujący się w biegach sprinterskich.
Medalista Carifta Games, igrzysk Wspólnoty Narodów juniorów (2008) oraz panamerykańskich mistrzostw juniorów. W 2010 zajął w biegu na 100 metrów szóstą lokatę podczas mistrzostw świata juniorów w Moncton. W 2008 oraz 2011 wraz z kolegami zdobywał brązowe medale mistrzostw Ameryki Środkowej i Karaibów w sztafecie 4 × 100 metrów. Na mistrzostwach świata w Daegu (2011) wraz z Kimem Collinsem, Antionem Adamsem oraz Brijeshem Lawrence’em w eliminacjach biegu rozstawnego 4 × 100 metrów ustanowił wynikiem 38,47 rekord Saint Kitts i Nevis, a następnie w finale – po odpadnięciu przy ostatniej zmianie drużyn Wielkiej Brytanii i Stanów Zjednoczonych – o 0,01 pokonał reprezentantów Polski i zdobył brązowy medal. Na koniec sezonu 2011, razem z narodową sztafetą 4 × 100 metrów, wywalczył srebro igrzysk panamerykańskich. W 2012 zdobył złoty medal w biegu na 100 m podczas młodzieżowych mistrzostw NACAC. Półfinalista biegu na 100 metrów podczas mistrzostwa świata w Moskwie (2013). Medalista mistrzostw kraju.

## Rekordy życiowe
- bieg na 50 metrów (hala) – 5,74 (31 stycznia 2014, Saskatoon) rekord Saint Kitts i Nevis
- bieg na 60 metrów (hala) – 6,52 (15 lutego 2014, Toronto)
- bieg na 100 metrów – 10,01 (16 czerwca 2013, Basseterre)
- bieg na 200 metrów – 20,84 (16 sierpnia 2014, Meksyk)

W kwietniu 2010 Rogers ustanowił rekord Saint Kitts i Nevis juniorów w biegu na 100 metrów (10,48).